# Coppa Acerbo 1950
La Coppa Acerbo 1950 è stata una gara extra-campionato di Formula 1 tenutasi il 15 agosto 1950 sul Circuito di Pescara a Pescara, in Abruzzo. 
La gara, disputatasi su un totale di 16 giri, è stata vinta da Juan Manuel Fangio su Alfa Romeo 158.

## Gara

### Resoconto
La corsa ha visto fin dalle battute iniziali le due Alfa Romeo di Juan Manuel Fangio e Luigi Fagioli prendere il largo sul resto dei partecipanti. Primo inseguitore si posiziona il francese Louis Rosier su Talbot-Lago. Il circuito pescarese è particolarmente esigente sul mezzo meccanico e numerosi si susseguono i ritiri, la gara sembra ormai destinata a concludersi con una doppietta Alfa ma, all'ultimo giro e mentre era in testa, sulla vettura di Fagioli cede la sospensione anteriore destra costringendo il pilota italiano a rallentare vistosamente. Fangio, superato il compagno di squadra, lo attende cavallerescamente per potergli riservare il successo ma il sopraggiungere di Rosier lo costringe ad abbandonare il nobile intento. L'argentino taglierà il traguardo con soli 17 secondi di vantaggio sul francese (che viaggiava con più di 4 minuti di distacco all'ultimo passaggio) e 24 sullo sfortunato Fagioli.

### Risultati
| Pos | Nr | Pilota               | Vettura          | Giri | Tempo/Ritiro     |
| --- | -- | -------------------- | ---------------- | ---- | ---------------- |
| 1   |    | Juan Manuel Fangio   | Alfa Romeo 158   | 16   | 3h02'51.4        |
| 2   |    | Louis Rosier         | Talbot-Lago T26C | 16   | + 17.6           |
| 3   |    | Luigi Fagioli        | Alfa Romeo 158   | 16   | + 23.6           |
| 4   |    | Philippe Étancelin   | Talbot-Lago T26C | 16   | + 6'49.0         |
| 5   |    | Pierre Levegh        | Talbot-Lago T26C | 15   | + 1 giro         |
| NC  |    | Luigi de Filippis    | Maserati 4CLT/48 | 14   |                  |
| NC  |    | Felice Bonetto       | Maserati 4CLT/48 | 10   |                  |
| Rit |    | Toulo de Graffenried | Maserati 4CLT/48 |      |                  |
| Rit |    | Adolfo Schwelm Cruz  | Jaguar XK120     |      |                  |
| Rit |    | Clemente Biondetti   | Ferrari 166      |      |                  |
| Rit |    | Gianfranco Comotti   | Maserati 4CLT/50 |      |                  |
| Rit |    | Prince Bira          | Maserati 4CLT/48 | 2    | Guasto           |
| Rit |    | Georges Grignard     | Talbot-Lago T26C | 1    | Incidente        |
| Rit |    | Henri Louveau        | Talbot-Lago T26C | 1    | Tubo benzina     |
| Rit |    | Franco Rol           | Maserati 4CLT/48 | 0    | Surriscaldamento |
| NA  |    | Alberto Ascari       | Ferrari 375      |      | Auto non pronta  |
| NA  |    | Luigi Villoresi      | Ferrari 375      |      | Auto non pronta  |
| NA  |    | Louis Chiron         | Maserati 4CLT/48 |      |                  |

## Qualifiche

### Resoconto
Le prove del Gran Premio sono state caratterizzate da un incidente piuttosto serio avvenuto all'altezza dell'abitato di Cappelle all'asso argentino Juan Manuel Fangio che perdeva il controllo della sua Alfa Romeo andando a sbattere contro il muro di protezione e inondando di benzina il tracciato. Illeso, il pilota approfittava dell'arrivo del francese Henri Louveau per guadagnare un passaggio di ritorno ai box. La vettura verrà regolarmente riparata in tempo per la partenza della gara.